# Station Duffel
Station Duffel is een spoorwegstation langs spoorlijn 25 (Brussel - Antwerpen) in de gemeente Duffel.
Het eerste stationsgebouw dateert uit 1839. In 1885 werd een laag gebouw in dienst genomen als station, terwijl de stationschef in de dienstwoning uit 1839 bleef wonen. Pas in 1931 werd een nieuw stationsgebouw, ontworpen door architect Paul Nouille, in gebruik genomen. De dienstwoning van de stationschef werd als een apart gebouw opgetrokken. Het gebouw heeft een samengesteld schilddak. Aanliggend werd het dienstgebouw opgetrokken, dat zich eveneens onder een schilddak bevindt, langs de straatzijde verspringend en langs de perronzijde in een vlak uitgevoerd.
In het kader van het Minder hinder-plan van de Vlaamse overheid, om de overlast tijdens de werken aan de Antwerpse Ring te beperken, zorgde de NMBS in 2004 voor 60 extra parkeerplaatsen aan het station van Duffel.
Een van de opvallendste zaken is het ontbreken van een stationsklok.
Sinds 1 juli 2015 zijn de loketten van dit station gesloten en is het een stopplaats geworden. Voor de aankoop van allerlei vervoerbewijzen kan men bij voorkeur terecht aan de biljettenautomaat die ter beschikking staat, of via andere verkoopkanalen.

## Treindienst
| Serie | Treinsoort             | Route                                                                                | Bijzonderheden |
| ----- | ---------------------- | ------------------------------------------------------------------------------------ | --- |
| S 1   | S-trein Brussel (NMBS) | Charleroi-Centraal – /Nijvel – Brussel-Zuid – Mechelen – Duffel – Antwerpen-Centraal | Op zondag een deel Brussel-Noord - Nijvel en een deel Brussel-Zuid - Antwerpen-Centraal. Tijdens de week eerste en laatste ritten van/naar Charleroi-Centraal. |

## Galerij

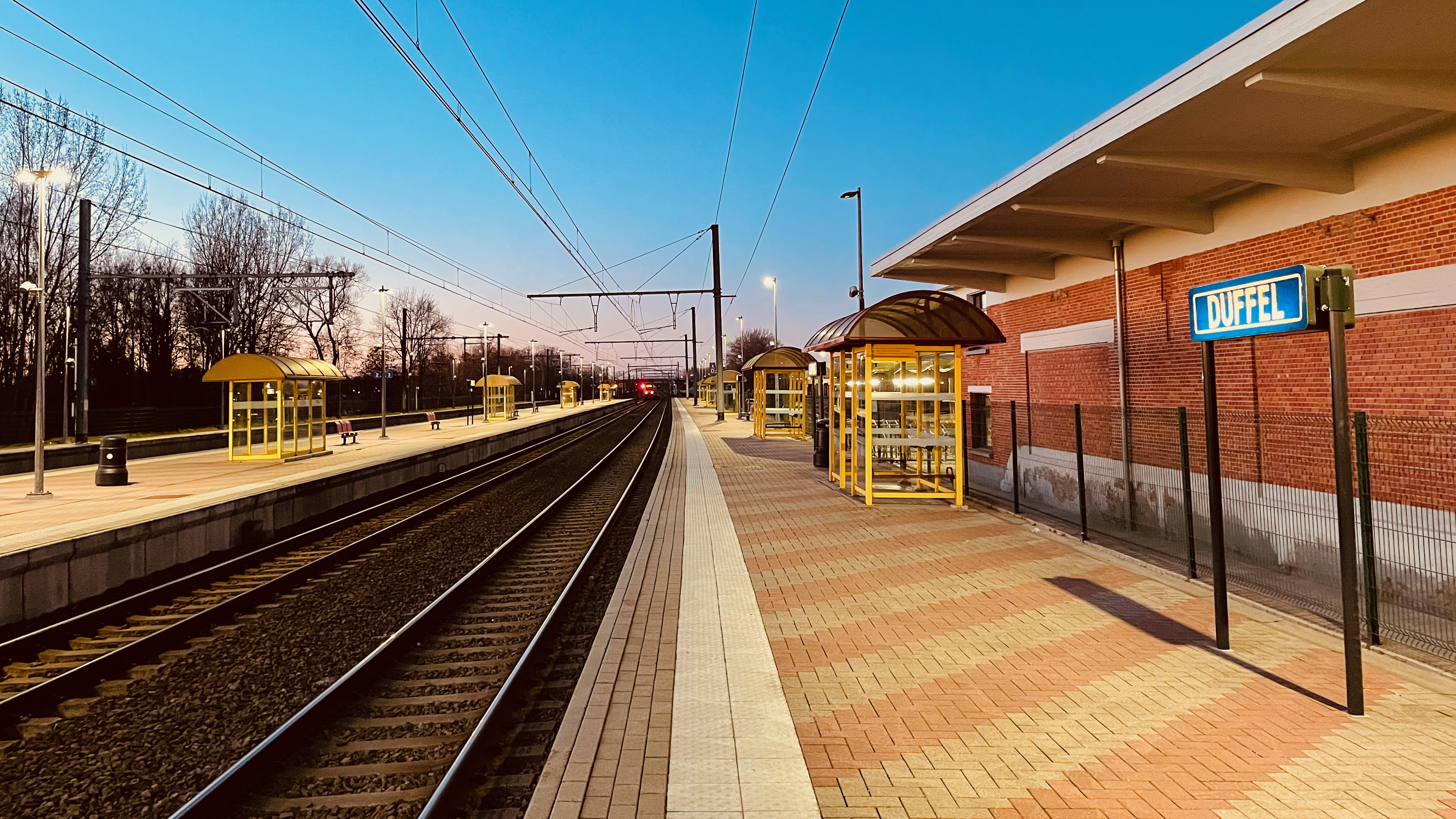
Zicht op de perrons
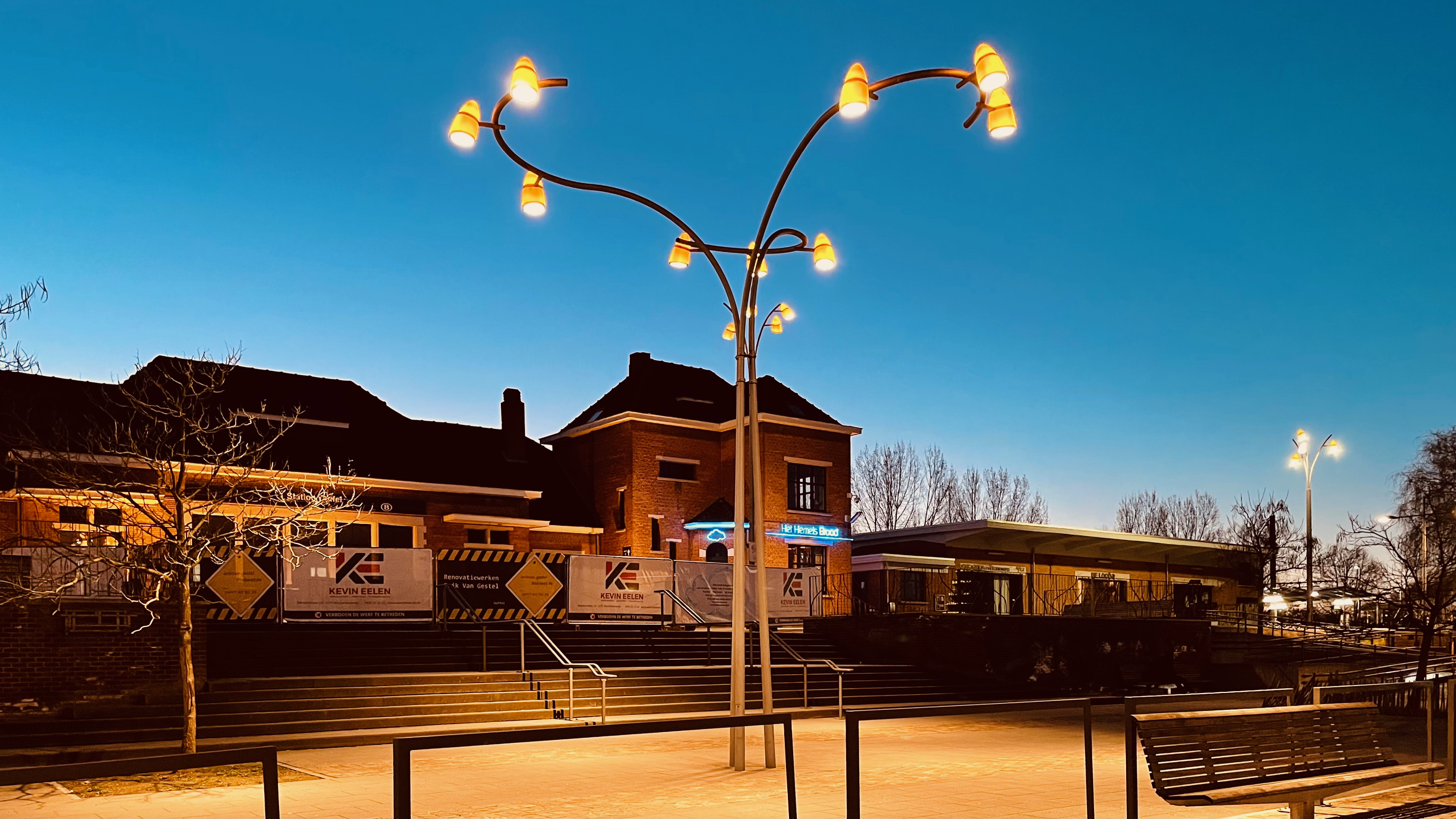
Het plein voor het stationsgebouw

## Reizigerstellingen
De grafiek en tabel geven het gemiddeld aantal instappende reizigers weer op een week-, zater- en zondag.
| Tabel: aantal instappende reizigers station Duffel | Tabel: aantal instappende reizigers station Duffel | Tabel: aantal instappende reizigers station Duffel | Tabel: aantal instappende reizigers station Duffel |
|                                                    | Weekdag                                            | Zaterdag                                           | Zondag                                             |
| -------------------------------------------------- | -------------------------------------------------- | -------------------------------------------------- | -------------------------------------------------- |
| 1977                                               | 1 423                                              | 314                                                | 298                                                |
| 1978                                               | 1 667                                              | 338                                                | 349                                                |
| 1979                                               | 1 273                                              | 326                                                | 273                                                |
| 1980                                               | 1 288                                              | 319                                                | 278                                                |
| 1981                                               | 1 428                                              | 357                                                | 231                                                |
| 1982                                               | 1 277                                              | 315                                                | 266                                                |
| 1983                                               | 1 259                                              | 359                                                | 225                                                |
| 1984                                               | 1 059                                              | 269                                                | 206                                                |
| 1985                                               | 1 158                                              | 297                                                | 249                                                |
| 1986                                               | 984                                                | 262                                                | 198                                                |
| 1987                                               | 945                                                | 295                                                | 241                                                |
| 1988                                               | 948                                                | 264                                                | 213                                                |
| 1989                                               | 1 129                                              | 248                                                | 291                                                |
| 1990                                               | 966                                                | 241                                                | 189                                                |
| 1991                                               | 1 042                                              | 263                                                | 206                                                |
| 1992                                               | 969                                                | 292                                                | 206                                                |
| 1993                                               | 911                                                | 232                                                | 170                                                |
| 1994                                               | 902                                                | 260                                                | 188                                                |
| 1995                                               | 765                                                | 219                                                | 194                                                |
| 1996                                               | 991                                                | 287                                                | 252                                                |
| 1997                                               | 846                                                | 355                                                | 284                                                |
| 1998                                               | 897                                                | 263                                                | 172                                                |
| 1999                                               | 726                                                | 296                                                | 113                                                |
| 2000                                               | 839                                                | 282                                                | 202                                                |
| 2001                                               | 898                                                | 261                                                | 182                                                |
| 2002                                               | 786                                                | 286                                                | 218                                                |
| 2003                                               | 834                                                | 268                                                | 189                                                |
| 2004                                               | 853                                                | 224                                                | 207                                                |
| 2005                                               | 927                                                | 304                                                | 214                                                |
| 2006                                               | 952                                                | 259                                                | 220                                                |
| 2007                                               | 993                                                | 290                                                | 226                                                |
| 2008                                               | -                                                  | -                                                  | -                                                  |
| 2009                                               | 764                                                | 197                                                | 119                                                |
| 2010                                               | -                                                  | -                                                  | -                                                  |
| 2011                                               | -                                                  | -                                                  | -                                                  |
| 2012                                               | 768                                                | 216                                                | 202                                                |
| 2013                                               | 899                                                | 219                                                | 187                                                |
| 2014                                               | 899                                                | 202                                                | 225                                                |
| 2015                                               | 913                                                | 276                                                | 188                                                |
| 2016                                               | 843                                                | 243                                                | 197                                                |
| 2017                                               | 852                                                | 272                                                | 302                                                |
| 2018                                               | 897                                                | 316                                                | 201                                                |
| 2019                                               | 856                                                | 328                                                | 216                                                |
| 2020                                               | 528                                                | 228                                                | 132                                                |
| 2021                                               | -                                                  | -                                                  | -                                                  |
| 2022                                               | 832                                                | 440                                                | 416                                                |
| 2023                                               | 829                                                | 583                                                | 427                                                |
| 2024                                               | 732                                                | 481                                                | 390                                                |

0,0: Brussel-Groendreef ·
0,0: Brussel-Noord ·
2,4: Schaarbeek ·
7,3: Buda ·
9,4: Vilvoorde ·
13,6: Eppegem ·
15,9: Weerde ·
19,5: Mechelen-Kanaal ·
20,4: Mechelen ·
22,0: Mechelen-Nekkerspoel ·
26,5: Sint-Katelijne-Waver ·
28,9: Duffel ·
33,8: Kontich-Lint ·
36,2: Hove ·
38,1: Mortsel-Oude-God ·
39,7: Mortsel-Deurnesteenweg ·
39,7: Mortsel ·
41,8: Antwerpen-Berchem ·
43,8: Antwerpen-Centraal ·
47,6: Antwerpen-Luchtbal
0,0: Brussel-Noord ·
2,4: Schaarbeek ·
7,2: Machelen ·
9,4: Vilvoorde ·
13,6: Eppegem ·
15,9: Weerde ·
19,5: Mechelen-Kanaal ·
20,4: Mechelen ·
22,0: Mechelen-Nekkerspoel ·
26,5: Sint-Katelijne-Waver ·
28,9: Duffel ·
33,8: Kontich-Lint ·
36,2: Hove ·
38,2: Mortsel-Liersesteenweg ·
39,8: Mortsel ·
41,8: Antwerpen-Berchem ·
43,8: Antwerpen-Centraal